# Harpactira pulchripes
Harpactira pulchripes Pocock, 1901 è un ragno della famiglia Theraphosidae

## Descrizione
Questa specie di tarantola proviene dal Sud Africa e vive in ambienti secchi; è molto apprezzata dagli allevatori per via dei suoi colori, è prettamente fossorea e si nutre di invertebrati come grilli, blatte, vermi...
È uno dei ragni più belli esistenti

## Veleno
Non sono state effettuate ricerche specifiche sul veleno di questa specie comunque non è pericoloso né mortale per l'uomo, per questo questa specie è detenibile in Italia. 

## Vita in cattività
Questa specie è molto ricercata per l'allevamento in cattività per via dei suoi colori; per allevarla servirà un terrario di circa 20x20x30 con circa 20 cm di terreno secco.